# میلک‌شیک
شیرآمیز یا شیر بستنی ‌ (به انگلیسی: Milkshake) (به معنی شیرِ زده‌شده) گونه‌ای نوشیدنی شیرین خنک است که معمولاً از شیر، بستنی، یا آیس میلک، طعم دهنده‌ها یا شیرین کننده‌هایی مانند باتر اسکاچ، کارامل، سس شکلات، یا شهد میوه درست می‌شود . یکی از طعم های معروف میلک شیک طعم شکلاتی است .
رستوران‌ها و بارها معمولاً میلک‌شیک را «دست‌ساز» و با چند اسکوپ بستنی و شیر، در مخلوط‌کن درست می‌کنند اما بسیاری از رستوران‌های فست‌فود، میلک‌شیک را در دستگاه میلک‌شیک‌ساز درست می‌کنند.

## پیند به بیرون
پرونده‌های رسانه‌ای مربوط به Milkshakes در ویکی‌انبار 